# Hemiboeckella powellensis
Hemiboeckella powellensis é uma espécie de crustáceo da família Centropagidae.
É endémica da Austrália.
Os seus habitats naturais são: lagos salinos.